# 柴田孝介
柴田 孝介（しばた こうすけ、1982年3月29日 - ）は、日本の劇作家、演出家。宮城県生まれ。

## 作品
- なごみエンターテインメントこけら落とし公演『Mycaféの閉店』（2017年3月23日 - 26日、劇場MOMO）
- Repeat（2017年4月26日 - 30日、千本桜ホール junkink vol.1）